# Condado de Loudoun
El condado de Loudoun (pronunciado /ˈlaʊdən/ "láuden") es un condado del estado de Virginia, Estados Unidos. Tiene una población estimada, a mediados de 2022, de 432 085 habitantes.
Su capital es Leesburg. 
El nombre del condado es en honor a John Campbell, Cuarto Earl de Loudoun y Gobernador General de Virginia de 1756 a 1759. 
Desde 2008 el Condado de Loudoun tiene los ingresos medios más elevados de los Estados Unidos entre jurisdicciones con una población de 65 000 habitantes o más. 

## Geografía

### Condados adyacentes
- Condado de Frederick (Maryland) - norte
- Condado de Prince William - sudeste
- Condado de Fauquier - sur
- Condado de Fairfax - este
- Condado de Montgomery (Maryland) - este
- Condado de Jefferson (Virginia Occidental) - oeste
- Condado de Clarke - oeste
- Condado de Washington (Maryland) - noroeste

### Área protegidas nacionales
El condado cuenta con una área protegida de carácter nacional:
- Harpers Ferry National Historical Park

## Demografía
Según el censo de 2020, en ese momento la población del condado era de 420 959 habitantes.
| Raza                   | Núm.    | Porc. |
| ---------------------- | ------- | ----- |
| Blancos                | 225 974 | 53.7% |
| Afroamericanos         | 30 658  | 7.3%  |
| Amerindios             | 1582    | 0.4%  |
| Asiáticos              | 89 779  | 21.3% |
| Isleños del Pacífico   | 263     | 0.1%  |
| De otras razas         | 28 136  | 6.7%  |
| De una mezcla de razas | 44 657  | 10.6% |

Del total de la población, el 14.2% eran hispanos o latinos de cualquier raza.